# Estefanía Piñeres
Estefanía Piñeres Duque (Cartagena, 26 de marzo de 1991) es una actriz, productora de cine y guionista colombiana.

## Biografía

### Primeros años y estudios
Estefanía Piñeres nació en Cartagena de Indias, capital del departamento de Bolívar. A finales de la década de 2010 se trasladó a los Estados Unidos mediante un intercambio estudiantil y pasó algunos meses allí. Tras inscribirse en un taller de interpretación oral, decidió convertirse en actriz, participando inicialmente en obras de teatro locales.

### Carrera
En 2009 regresó a su país natal para estudiar la carrera universitaria de publicidad. Luego de asistir a varias agencias de casting, se vinculó a la escuela de actuación del Canal RCN. En 2010 interpretó el papel de una chica francesa en la serie de televisión Karabudjan, y ese mismo año encarnó a Sandra en A mano limpia. En 2013 figuró en cuatro producciones para televisión, Tres Caínes, Chica Vampiro, La Madame y Mamá también.
Un año después figuró en los seriados La viuda negra y En la boca del lobo, y debutó en el cine en la película colomboargentina Lago de luciérnagas, ópera prima de Florencia Iwabuti y Samir Marun Helo. En 2015 participó en los seriados La esquina del diablo y ¿Quién mató a Patricia Soler?, además de aparecer en la película documental El aula vacía de Gael García Bernal. En 2016 figuró en el filme Malcriados y en la serie de televisión de ciencia ficción 2091. Un año después ofició como productora ejecutiva y protagonizó el largometraje de Felipe Martínez Amador Fortuna Lake e integró el elenco de la serie La ley del corazón. En 2018 interpretó el papel de Verónica en la serie web El rey del Valle, presentada a través de la plataforma de streaming Claro Video, y produjo, escribió y protagonizó el cortometraje Nain.
En el año 2019, Piñeres se involucró en una gran variedad de proyectos, entre los que destacan los seriados Distrito Salvaje y Decisiones: unos ganan, otros pierden, y el largometraje Afuera del tiempo, donde compartió elenco con Manuel José Chaves, Shany Nadan y Walther Luengas.
Piñeres fundó Letrario, una empresa de producción audiovisual con la que ha diseñado, escrito y producido proyectos como los mencionados Fortuna Lake, Nain y Afuera del tiempo. Algunas producciones de Letrario le han válido reconocimientos, como Misteriosa, por la que ganó el Premio New Media, y Chocó: la tierra y los monstruos, guion que le valió una beca del Ministerio de Cultura para desarrollo de largometraje animado.

## Filmografía

### Televisión
| Año       | Título                                                 | Personaje                                        |
| --------- | ------------------------------------------------------ | ------------------------------------------------ |
| 2010      | Karabudjan                                             | Chica francesa                                   |
| 2010      | A mano limpia                                          | Sandra                                           |
| 2012      | Casa de reinas                                         | Alumna                                           |
| 2013      | Tres Caínes                                            | Carolina Jiménez                                 |
| 2013      | Chica vampiro                                          | Lourdes                                          |
| 2013      | Mamá también                                           | Leticia Amaya                                    |
| 2013      | La Madame                                              | Paola                                            |
| 2014      | En la boca del lobo                                    | Camila                                           |
| 2014      | La viuda negra                                         | Rosy                                             |
| 2015      | ¿Quién mató a Patricia Soler?                          | Vivian                                           |
| 2015      | La esquina del diablo                                  | Michelle                                         |
| 2016      | 2091                                                   | Vicka                                            |
| 2016-2017 | La ley del corazón                                     | Aguasanta Ortega Mendoza                         |
| 2018      | El rey del Valle                                       | Verónica                                         |
| 2019      | De levante                                             | Katerine                                         |
| 2019      | Distrito Salvaje                                       | Stefany Arbelo                                   |
| 2019      | Relatos retorcidos: El suicidio de José Asunción Silva | Elvira Silva                                     |
| 2019      | Decisiones: Unos ganan, otros pierden                  | Lorena                                           |
| 2020      | De brutas, nada                                        | N/A                                              |
| 2021      | El Cartel de los Sapos: el origen                      | Fabiola Montes                                   |
| 2022      | Las Villamizar                                         | Leonor María de la Santa Cruz Villamizar Montero |
| 2025      | La primera vez                                         | Celeste                                          |
| 2025      | Delirio                                                | Agustina Londoño Portulinos                      |

### Cine
| Año  | Título              | Personaje       |
| ---- | ------------------- | --------------- |
| 2014 | Lago de luciérnagas | Recepcionista   |
| 2016 | Malcriados          | Amiga de Charly |
| 2017 | Fortuna Lake        | Malorie McCoy   |
| 2018 | Nain                | Emilia          |
| 2019 | Afuera del tiempo   | Grace           |
| 2021 | Ruido               | Elisa           |
| 2022 | Sicosexual          | Marcela         |
| 2024 | Malta               | Mariana         |